# Pyrgulopsis idahoensis
Pyrgulopsis idahoensis är en snäckart som först beskrevs av Henry Augustus Pilsbry 1933.  Pyrgulopsis idahoensis ingår i släktet Pyrgulopsis och familjen tusensnäckor. Inga underarter finns listade i Catalogue of Life.